# Guy Reibel
Guy Reibel (* 19. Juli 1936 in Straßburg) ist ein französischer Komponist, Musikpädagoge und Chorleiter.

## Leben
Guy Reibel absolvierte ein Ingenieursstudium, bevor er am Pariser Konservatorium Musik studierte. Von 1963 bis 1983 war er Mitglied der Groupe de recherches musicales, wo er u. a. die Klangbeispiele zu Pierre Schaeffers Traité des objets musicaux beisteuerte. Zwischen 1977 und 1986 betreute er mehrere musikalische und musikpädagogische Sendungen bei Radio France, darunter Les Concerts-lectures, Microcosmos, Les Enfants d’Orphée und Repères contemporains. Zudem gründete er das Atelier des Chœurs de Radio France, ein Ensemble zur Aufführung zeitgenössischer Kompositionen. Von 1986 bis 1990 leitete er die Groupe Vocal de France, mit der er mehr als einhundert Werke zeitgenössischer Musiker aufführte und das gesamte Vokalwerk György Ligetis aufnahm.
Am Pariser Konservatorium war Reibel zunächst Mitarbeiter in Schaeffers Klasse für elektroakustische Musik, bevor er von 1976 bis 2001 Professor für Komposition war. Von 1983 bis 1989 war er musikalischer Berater der Pariser Cité de la Musique de la Villette und schuf für das Musée des la Musique mit Patrice Moullet die Corps sonores de la Villette, vielfarbige Klangskulpturen, bei denen elektronische Klänge durch Gesten gesteuert werden
können.

## Werke
- Duborth, 1965
- Signal sur bruit, 1973
- Rabelais en liesse, UA beim Festival d’Avignon 1974
- Variations en étoile für Tonband und improvisierenden Schlagzeuger (UA mit Jean-Pierre Drouet)
- Rumeurs für Tonband und Massenchor (mit François Bayle)
- Suite pour Edgar Poe für Rezitator, imaginäre Chöre und elektronische Klänge
- Granulation - Sillage, elektroakustische Tonbandmusik
- Quatre études de forme für Klavier und Tonband
- Langages imaginaires für Vokalquartett, Instrumentalensemble und Tonband
- Radiomanie für Schlagzeug und Sprecher, 1983
- Les chambres de cristal, Oper
- Musaiques, Konzert für Schlagzeug und Orchester
- La Marseillaise des Mille, 1992
- L’Hymne des Nations
- Concerto pour clarinette, piano et orchestre, 2001
- Chants sauvages, 2008